# Karolina Adrjanowicz
Karolina Adrjanowicz – polska fizyczka, profesor nauk fizycznych.

## Życiorys
Studiowała fizykę nauczycielską z chemią; otrzymała tytuł magistra na Uniwersytecie Śląskim w Katowicach w 2008 roku oraz inżyniera zarządzania i inżynierii produkcji w Wyższej Szkole Zarządzania w Częstochowie w 2014 roku. Stopień doktora nauk fizycznych uzyskała na Uniwersytecie Śląskim w Katowicach w 2012 roku na podstawie pracy pt. The Role of Molecular Mobility in Governing the Physical Stability of Amorphous Pharmaceuticals. Habilitowała się tamże w dziedzinie fizyki w 2017 roku. Uzyskała tytuł profesora nauk fizycznych w 2023 roku. 
W 2018 roku otrzymała Nagrodę Profesora Henryka Niewodniczańskiego (jako pierwsza kobieta), przyznawaną przez Uniwersytet Jagielloński, a także Debye Prize w tym samym roku. 
W 2018 roku została zatrudniona jako adiunkt na macierzystej uczelni. Pracuje na Wydziale Nauk Ścisłych i Technicznych Uniwersytetu Śląskiego w Katowicach. 

## Dorobek naukowy
Zajmowała się badaniami dynamiki przejścia szklistego i krystalizacji materiałów formujących stan szklisty w szczególnych warunkach – silnego pola elektrycznego czy podwyższonego ciśnienia.
Opublikowała ponad 100 artykułów naukowych. Uzyskała patent Sposób otrzymywania tadalafilu w stabilnej formie amorficznej (współautorka).